# Carlos López Hernández
Carlos López Hernández (ur. 4 listopada 1945 w Papatrigo) – hiszpański duchowny katolicki, biskup Salamanki w latach 2003–2021.

## Życiorys
Święcenia kapłańskie otrzymał 5 września 1970 i został inkardynowany do diecezji Ávila. Doktoryzował się z prawa kanonicznego na papieskim uniwersytecie w Salamance. Pełnił funkcje m.in. wikariusza sądowego (1984-1994) oraz wikariusza biskupiego ds. synodu diecezjalnego (1993-1994).

### Episkopat
15 marca 1994 papież Jan Paweł II mianował go biskupem ordynariuszem diecezji Plasencia. Sakry biskupiej udzielił mu ówczesny nuncjusz w Hiszpanii - abp Mario Tagliaferri.
9 stycznia 2003 został przeniesiony do diecezji Salamanka. Ingres odbył się 2 marca 2003.
15 listopada 2021 papież przyjął jego rezygnację z pełnionego urzędu, złożoną ze względu na wiek. 